# Baya (peintre)
Pour les articles homonymes, voir Baya.
Baya (en arabe بايا), de son vrai nom Fatma Haddad, épouse Mahieddine, née le 12 décembre 1931, près de Bordj el Kiffan (Fort-de-l'Eau, aux environs d'Alger) et morte le 9 novembre 1998 à Blida, est une peintre algérienne, qui signe ses œuvres de son prénom usuel.

## Biographie

### 1931-1942 - Une enfance orpheline
Le père de Baya, Mohammed Haddad ben Ali meurt le 9 avril 1937. En 1938 ou 1939 sa mère, Bahia, se remarie à un commerçant de Kabylie, déjà marié et père de nombreux enfants. Baya et son jeune frère Ali sont alors emmenés dans la région de Dellys. Baya y travaille à l'occasion dans les champs et est bergère. « Peut-être que j'ai été inspirée par les femmes de Kabylie qui s'habillent de couleurs éclatantes. (...) Je suis à la fois kabyle et arabe et j'ai vécu en Kabylie, à Tizi-Ouzou, pas très longtemps, mais je me souviens d'avoir vu les femmes travailler l'argile. C'est peut-être pour cette raison  que je m'y suis mise toute seule, et que j'adore la terre et la poterie », confiera-t-elle.  
Le 5 décembre 1940 sa mère, Bahia Abdi, appelée Bahia bent Ali, meurt à son tour. « J'ai l'impression que cette femme que je peins est un peu le reflet de ma mère (...) et que j'ai été influencée par le fait que je ne l'ai pas très bien connue, que j'ai été imprégnée de son absence ». Baya adopte le prénom de sa mère dont elle signera plus tard ses œuvres.
Quelques mois après la mort de leur mère, la grand-mère maternelle de Baya, Fatma, ramène en 1941 avec elle les deux enfants dans la famille de leur oncle, près de Bordj el Kiffan au douar Sidi Mohammed. Doublement orpheline et non scolarisée, Baya y aide sa grand-mère, ouvrière agricole, en travaillant souvent durement, seule petite fille employée aux champs, dans les fermes maraîchères des colons des environs. Dans celle, horticole, de la famille Farges elle rencontre Marguerite Caminat (1903-1987), peintre et sœur de la propriétaire, qui avait quitté Toulon où elle était bibliothécaire en 1940 pour fuir les mesures du régime de Vichy et s'établir à Alger avec Franck Mac Ewen (Francis Jack Levy Bensusan Mac-Ewen, 1907-1974) qu'elle avait épousé en août 1939 et dont elle se séparera en 1945 et divorcera quatre ans plus tard. Les Farges ont notamment été les premiers en Algérie à acclimater les « oiseaux de paradis » (Strelitzia reginae) qui n'ont pu qu'impressionner Baya.

### 1943-1952 - Premières œuvres
Marguerite Caminat, « française égarée en colonie » comme l'a dit Assia Djebar, va jouer un rôle majeur dans la destinée de Baya. En octobre ou novembre 1943, en accord avec la grand-mère de Baya, elle la prend chez elle à Alger où, ayant quitté la ferme Farges, elle s'est installée. Baya y rend des services dans un appartement au 5 de la rue d'Isly (aujourd'hui Rue Larbi-Ben-M'Hidi) tout en allant chaque semaine chez sa grand-mère jusqu'en 1946. Marguerite Caminat lui fait simultanément donner des cours particuliers pour qu'elle apprenne à lire et écrire. 
Encouragée par le couple, Baya commence vers 1944, après ménage et courses, à modeler des personnages ou des animaux fantastiques en argile puis à réaliser des gouaches. « Je me suis mise à peindre parce que Marguerite peignait : elle faisait des miniatures et de la peinture sur soie pour des lampes. Elle était mariée à un peintre anglais, un portraitiste. Elle, elle faisait des miniatures avec des femmes, des fleurs, des oiseaux. (...) Un jour qu'ils n'étaient pas là, j'ai pris les pinceaux et je me suis lancée. J'ai d'abord commencé par m'inspirer de revues que l'on recevait à la maison et qui étaient destinées aux enfants. () Par la suite, Marguerite me donnait du papier, des pinceaux, des crayons... Elle partait au travail et me laissait faire ». Il est possible que la rencontre du catalogue, envoyé par Franck Mac Ewen, d'une exposition présentée à Paris par le British Council en 1945 de Peintures d'enfants anglais ait renforcé son désir de peindre.
Marguerite Caminat fait constater en 1947 les traces de mauvais traitements que Baya subit de la part de son oncle quand elle séjourne chez sa grand-mère. En février le juge (cadi) des orphelins d'Alger confie la tutelle de Baya, jusqu'à sa majorité, à Marguerite Caminat. « Je vivais dans une maison pleine de fleurs : la sœur de Marguerite avait un magasin de fleurs à Alger. Ils adoraient, tous, les fleurs, il y en avait partout dans la maison. Il y avait beaucoup d'autres belles choses, d'autres beaux objets (...). À la maison ma mère avait des Braque, des Matisse. (...) Il y avait des oiseaux dans la maison. J'adore aussi les papillons que je voyais chez certains de nos amis qui collectionnaient des papillons de toutes les couleurs. ». 
En mai 1947 le sculpteur Jean Peyrissac, ami de Marguerite Caminat, montre des gouaches et une sculpture de Baya à Aimé Maeght, de passage à Alger. En novembre, une exposition est présentée à Paris par Maeght dans sa galerie. Le cadi Mohamed Benhoura, qui épousera Marguerite Caminat, après sa séparation d'avec Franck Mac Ewen, en 1952, participe avec elle à son organisation. André Breton, Jean Peyrissac et Émile Dermenghem préfacent le numéro 6 de Derrière le miroir qui lui est consacré. L'exposition connaît un vif succès. Dans une lettre datée du 24 novembre Albert Camus écrit au cadi Benhoura : « J'ai beaucoup admiré l'espèce de miracle dont témoigne chacune de ses œuvres. Dans ce Paris noir et apeuré, c'est une joie des yeux et du cœur. J'ai admiré aussi la dignité de son maintien au milieu de la foule des vernissages : c'est la princesse au milieu des barbares. ». Le peintre Mohammed Khadda, qui appartient à la même génération que Baya, commentera plus tard : « On s'extasie sur la spontanéité primitive de cet art, on découvre avec un émerveillement non exempt de paternalisme, l'expression naïve à l'état brut, vierge, sauvage enfin ». Baya découvre Paris et rencontre les peintres de la galerie Maeght, notamment Georges Braque. 
En 1948 elle se rend au début de l'année avec Marguerite Caminat aux rencontres littéraires de Sidi Madani, près de Blida, où elle a probablement l'occasion de croiser ou retrouver de nombreux écrivains et peintres. Simultanément le magazine Vogue publie en février la photo de Baya avec un article d'Edmonde Charles-Roux. Par ailleurs Jean Dubuffet, qui séjourne plusieurs fois en Algérie à El-Goléa, rend visite à Baya, souhaitant probablement l'inclure dans le courant de l'Art brut. Il se réjouira trente ans plus tard de l'entrée de ses gouaches dans la Collection de l'art brut de Lausanne. 
Durant l'été 1948 Marguerite Caminat et sa nièce Mireille Farges (qui se mariera en 1956 avec Jean de Maisonseul), accompagnent Baya à Vallauris. « Chez Marguerite, de temps à autre, je faisais des sculptures. Pour la cuisson nous allions chez une amie qui cuisait son pain dans un four traditionnel, j'y glissais mes modelages. Lorsque j'en faisais beaucoup, je ne savais pas où les faire cuire. Comme Marguerite connaissait bien les célèbres poteries de Madoura, elle avait des contacts à Vallauris, elle a décidé qu'on irait là-bas ». Baya y réalise des sculptures en céramique dans la poterie Madoura et y côtoie Picasso qui travaille dans l'atelier voisin. Durant l'automne 1950 elle revient à Paris chez les Maeght, visite les musées, se rend chez les Braque. De retour à Alger elle se remet à peindre dans le nouvel appartement, boulevard du Telemly, de Marguerite Caminat. Malgré son succès parisien elle ne bénéficie d'aucune reconnaissance de la part des milieux artistiques algérois, à l'exception de Jean Sénac et Jean de Maisonseul. 
Dès 1950 Sénac publie en avril dans le deuxième numéro de la revue Soleil qu'il anime Chansons de la boqqala, recueil illustré de trois de ses dessins, avec un portrait de Baya par Sauveur Galliéro. Il organise simultanément une exposition des Peintres de la revue Soleil à laquelle participe Baya parmi 17 artistes dont Bouqueton, Sauveur Galliéro, Pelayo et Fiorini, Ali-Khodja, Mohamed Ranem et Bachir Yellès. Baya, selon l'article que Mohammed Dib écrit pour Alger républicain, y est présente. Dans le troisième numéro de la revue Soleil Sénac dédicace en juillet à Baya son poème « Le prix d'une telle indigence » et en décembre dans la revue Consciences algériennes, dirigée par André Mandouze, « Matinale de mon peuple ». Baya participera également aux expositions organisées par Sénac, en juillet 1951 à la librairie Rivages d'Edmond Charlot à l'occasion de la publication du numéro six de la revue Soleil, et en octobre 1953 pour la présentation à la galerie Le Nombre d'Or de sa nouvelle revue Terrasses, auprès de Benaboura, Nallard, Maria Manton, Henry Caillet, de Maisonseul, Simian et Galliéro.

### 1953-1961 - Les années de silence
En 1952, Baya est, à sa majorité, remise par le cadi d'Alger, son tuteur légal qui la place à Blida (qu'elle ne quittera plus) dans la famille, OULD ROUIS Boualem, un enseignant d'arabe au lycée franco-musulman  jusqu'à son mariage selon le rite musulman en 1953, comme seconde épouse, avec le musicien arabo-andalou et chef d'orchestre El Hadj Mahfoud Mahieddine (1903-1979), d'une trentaine d'années plus âgé qu'elle et déjà père de huit enfants. « Passé le bal irréel de Cendrillon », Baya, qui donne elle-même naissance entre 1955 et 1970 à six enfants, demeure durant des années dans l'impossibilité de poursuivre son œuvre. « Quand je me suis mariée en 1953, j'ai arrêté. Je n'ai repris qu'en 1961. Quand on se marie, ce n'est plus pareil. Quand je suis arrivée ici chez mon époux, c'était un petit peu dur de continuer à travailler dans ce milieu. Et puis je n'avais plus ce contact avec le monde extérieur. J'étais dans la maison, je devais rester dans la maison, alors pourquoi peindre ?. Dans le climat de la guerre d'Algérie les manifestations culturelles se font rares, le mari de Baya arrête ses activités artistiques, les « libéraux » sont inquiétés, Jean de Maisonseul se trouve en 1956 emprisonné sans raison et ne doit sa libération qu'à des articles d'Albert Camus, la librairie d'Edmond Charlot est plastiquée en 1961. « On ne pouvait s'exprimer comme on le voulait », confiera Baya. « Maintenant je ne peins plus », écrit-elle en décembre 1961 à Marguerite Caminat, réinstallée en France à partir de 1957.

### 1962-1982 - Nouvelles œuvres
Baya a repris son itinéraire créatif en 1962 « quand le Musée National d'Alger a acheté de [ses] anciennes peintures (...) récupérées chez Maeght ». Baya va recommencer d'abord à sculpter puis, grâce aux encouragements dès décembre 1962 de Mireille et Jean de Maisonseul à peindre : « C'était Noël et je me souviens, ils m'avaient dit: 'Voilà, on t'offre le matériel pour travailler' (...) j'ai ai ensuite parlé à mon époux qui a été d'accord pour que je reprenne. (...) Mon mari a été gentil, il m'a encouragé à travailler. (...) À la maison, il y avait des instruments de musique partout. De vivre au milieu de tous ces instruments m'a influencée. ». Dans une lettre datée du 30 novembre 1962 elle confie à Marguerite Caminat : « Je vais commencer par la terre et la peinture après ». Elle lui confirme en décembre « j'ai commencé à faire de la terre » et en février 1963 « je suis plongée dans la terre ». Baya inaugure une nouvelle étape de son parcours et en revient quelques mois plus tard à la gouache : « Un souffle d'espoir anime Baya. Elle va pouvoir s'exprimer et, en même temps, apporter une aide financière à sa maisonnée. Elle reprend alors ses gouaches malgré les charges de la vie quotidienne et son isolement » écrit Lucette Albaret.
En juillet 1963, une salle entière est consacrée à des gouaches de Baya datant des années 1945-1947 lors de l'exposition marquant la réouverture du musée d'Alger dont Jean de Maisonseul est responsable. Elle participe quelques mois plus tard à l'exposition Peintres algériens organisée pour les Fêtes du 1er novembre et préfacée anonymement par Jean Sénac. Trois de ses gouaches, l'une de 1948 appartenant au musée d'Alger et deux autres, nouvelles, datées de 1963, sont présentées en avril 1964 à l'exposition Peintres algériens, préfacée par Edmond Michelet et Mourad Bourboune, au Musée des arts décoratifs de Paris et, en avril-mai, deux autres, de 1964 à l'exposition inaugurale de la Galerie 54, fondée et dirigée par Jean Sénac. La première exposition personnelle (Vingt peintures récentes) de Baya à Alger après l'indépendance de l'Algérie est présentée par Edmond Charlot à la galerie Rivages en mars 1966[réf. nécessaire]. 
Denis Martinez et Choukri Mesli l'invitent à partir de 1967, sur la proposition de Jean Sénac, à participer aux expositions du groupe Aouchem qu'ils ont fondé, en mars à Alger et juin à Blida. Le Centre culturel français d'Alger, en 1967, octobre 1969 et 1976, la galerie de l'Union nationale des arts plastiques (UNAP) en 1970, 1971, 1973 et 1974, puis, en 1977, la galerie Racim qui lui a succédé, organisent régulièrement à Alger de nouvelles expositions personnelles tandis que des œuvres de Baya sont présentées dans de nombreuses expositions collectives. En 1972 Baya effectue avec son mari un pèlerinage à La Mecque. Elle perd ses premiers soutiens : en 1973 Sénac est assassiné, en 1975 Jean de Maisonseul quitte à sa retraite Alger pour Cuers.
Baya expose en 1977 à la Maison de la culture de Tizi Ouzou, en 1978 au Centre culturel français d'Annaba, en 1979, 1980 et 1982 au Centre culturel français d'Alger. Elle se rend en 1979 et, après les débuts d'une grave maladie, en 1982 en Tunisie à l'invitation de Rachid Koraichi. Après la mort de son mari en juillet 1979 elle se consacre entièrement à ses gouaches « pour satisfaire son besoin de créer et beaucoup pour élever dignement ses enfants auxquels elle est profondément attachée et qu'elle aidera toute sa vie ». En 1980 Marguerite Caminat pour Baya récupère 57 céramiques des années 1940 abandonnées dans l'atelier Madoura de Vallauris.. 

### 1983-1998 - Consécration internationale
À partir des années 1980 Baya est placée, avec Aksouh, Benanteur, Guermaz, Issiakhem, Bel Bahar, Khadda et Mesli, parmi les artistes de la « génération de 1930 » (tous ces peintres étant nés autour de cette année) qui, après les précurseurs des années 1920, ont été les fondateurs de l'art pictural algérien moderne.
Une première exposition rétrospective hors d'Algérie de ses œuvres est organisée à Marseille en novembre 1982 au musée Cantini, préfacée par Gaston Deferre et Jean de Maisonseul. Le président François Mitterrand et le ministre de la culture Jack Lang assistent à son vernissage,. Baya, venue de Blida, rend visite à cette occasion à Marguerite Caminat qui depuis sa retraite habite à Cuers près de Mireille et Jean de Maisonseul, jusqu'à sa mort en 1989. En 1984, le Centre culturel français d'Alger expose Baya en duo avec Souhila Bel Bahar (1934-2023). La même année, Baya expose au Centre culturel algérien de Paris, en sa présence, le Centre culturel français d'Oran et la galerie de l'Aurassi d'Alger en 1985.

### Après la mort de Baya
De nombreuses expositions sont présentées en Algérie (Oran, galerie M en 1993 ; Musée national Zabana d'Oran, 1998 ; Alger, Musée national des beaux-arts d'Alger, 1998 et 2007 ; Hydra, galerie Sonatrach, 2006), aux Émirats arabes unis (Charjah, 2021), en France (Rungis, 1998 ; Tarascon et Clermont-Ferrand, 1999 ; Paris, ADEIAO, 2000 ; Laval, 2001 ; Arles, musée Réattu, 2003 ; Saint-Hilaire-de-Riez, 2007 ; Vallauris, Musée de la céramique, 2013 ; Paris, Institut du monde arabe, 2022), aux États-Unis (New York, 2019).
7 octobre 1987

## Musées et collections publiques
(Liste non exhaustive)

### Algérie
- Musée national des beaux-arts d'Alger : 
  - Femme au palmier
- Musée public national d’Art moderne et contemporain d’Alger
- Musée national Zabana d'Oran

### Émirats arabes unis
- Charjah, Barjeel Art Foundation :
  - Femme à la robe rose, 1945, gouache sur papier, 59 × 47,2 cm
  - Femme aux deux paons avec aquarium, 1968, gouache sur papier, 66 × 92 cm
- Charjah, Sharjah Art Foundation,
- Dubaï

### États-Unis
- Washington D.C., Ambassade d'Algérie aux États-Unis

### France
- Aix-en-Provence, Archives nationales d'outre-mer :
  - Conte 1 : La dame dans sa belle maison, 1947, gouache sur papier, 24 × 31 cm
  - Conte 2 : La fille pigeon I, 1947, gouache sur papier, 24 × 31 cm
  - Conte 2 : La fille pigeon II, 1947, gouache sur papier, 31 × 24 cm
  - Conte 3 : Le coq, 1947, gouache sur papier, 24 × 31 cm
  - Conte 4 : Le petit oiseau. Les deux petits, 1947, gouache sur papier, 24 × 31 cm
  - Conte 4 : Le petit oiseau. Le père, 1947, gouache sur papier, 24 × 31 cm
  - Conte 4 : Le petit oiseau. La belle-mère prépare le couscous, 1947, gouache sur papier, 24 × 31 cm
  - Conte 4 : Le petit oiseau. La sœur dans le jardin, 1947, gouache sur papier, 24 × 31 cm
  - Conte 4 : Le petit oiseau. La sœur et l'oiseau sur la cruche, 1947, gouache sur papier, 24 × 31 cm
  - Conte 4 : Le petit oiseau, 1947, gouache sur papier, 24 × 31 cm
  - Conte 4 : Le petit oiseau. La fin, 1947, gouache sur papier, 24 × 31 cm
  - Conte 5 : Le feu de 7 jours, 1947, gouache sur papier, 24 × 31 cm
  - Conte 6 : Les petits enfants et le lézard, 1947, gouache sur papier, 24 × 31 cm
  - Conte 7 : Les petits orphelins, 1947, gouache sur papier, 24 × 31 cm
  - Conte 7 : Les petits orphelins. Sur la tombe de leur mère, 1947, gouache sur papier, 24 × 31 cm
  - Conte 8 : Le lion. Le père dans la forêt, 1947, gouache sur papier, 24 × 31 cm
  - Conte 8 : Le lion. La mère réagit, 1947, gouache sur papier, 24 × 31 cm
  - Conte 9 : Le grand oiseau I, 1947, gouache sur papier, 24 × 31 cm
  - Conte 9 : Le grand oiseau II, 1947, gouache sur papier, 24 × 31 cm
- Arles, musée Réattu :
  - Grande frise, 1949, gouache sur papier marouflé sur toile, 150 × 376 cm
- Laval, Musée d'Art naïf et d'Arts singuliers :
  - Femme au panier, 1947, gouache sur carton, 65 × 93 cm[40]
- Marseille, Musée Cantini :
  - Grande viole entre deux bouquets, 1966, gouache sur papier, 100 × 150 cm
  - Femme et cithare, 1966, gouache sur papier, 100 × 150 cm
  - Instruments de musique, 1974, gouache sur papier, 100 × 150 cm
- Paris, Centre national des arts plastiques[41] :
  - Sans titre (Paysage aux oiseaux), 1964, gouache sur papier, 100 × 150 cm, inventaire FNAC 28612
  - Paysage aux maisons et collines, 1966, gouache sur papier, 102 × 151,6 cm, inventaire FNAC 05-1300
  - Rivières et montagnes, 1966, gouache sur papier, 100 × 150 cm (en dépôt au Musée du Quai Branly - Jacques-Chirac, inventaire FNAC 88212
  - Paysage aux oiseaux, 1966, gouache sur papier, 100 × 150 cm (en dépôt au Musée du Quai Branly - Jacques-Chirac, inventaire 05-1300
  - Vase aux poissons et cithare, 1966, gouache sur papier, 100 × 150 cm (en dépôt au Musée du Quai Branly - Jacques-Chirac, inventaire FNAC 88210
  - Instruments de musique et oiseaux, 1966, gouache sur papier, 100 × 150 cm (en dépôt au Musée du Quai Branly - Jacques-Chirac, inventaire 05-1300
  - Décor végétal, 1967, gouache sur papier, 100 × 150 cm (en dépôt au Musée du Quai Branly - Jacques-Chirac, inventaire FNAC 88211
  - Coupe de fruits et instruments de musique, 1967, gouache sur papier, 100 × 150 cm (en dépôt au Musée du Quai Branly - Jacques-Chirac, inventaire FNAC 29676
  - Sans titre, 1967, gouache sur papier, 100 × 150 cm (en dépôt au Musée du Quai Branly - Jacques-Chirac, inventaire FNAC 29676
- Paris, Institut du monde arabe :
  - Les rideaux jaunes, 1947, gouache sur papier, 72 × 91 cm
  - Masque blanc de l'artiste, 1948, céramique glaçure blanche opaque (atelier Madoura), 18 x 15 x 8,5 cm
  - Deux femmes à la bête, 1948, céramique glaçure blanche opaque (atelier Madoura), 32 x 31 x 23 cm
  - Femmes portant des coupes, 1966, gouache sur papier, 100 × 150 cm
  - La Dame aux roses, 1967, gouache sur papier, 100 × 152 cm
  - Musique (musicienne et danseuse), 1974, gouache sur papier, 100 × 150 cm (donation Claude & France Lemand)
  - Deux femmes et un bassin de poissons, 1989, gouache sur papier, 75 × 100 cm (donation Claude & France Lemand)
  - Femmes et poissons, 1991, gouache sur papier, 130 × 75 cm (donation Claude & France Lemand)
  - Femme et oiseaux en bleu, 1993, gouache sur papier, 75 × 100 cm (donation Claude & France Lemand)
  - Sans titre, 1998, gouache sur papier, 65 × 50 cm
  - Sans titre, 1998, gouache sur papier, 50 × 100 cm
- Villeneuve d'Ascq, Lille Métropole Musée d'Art moderne, d'Art contemporain et d'Art brut[42] :

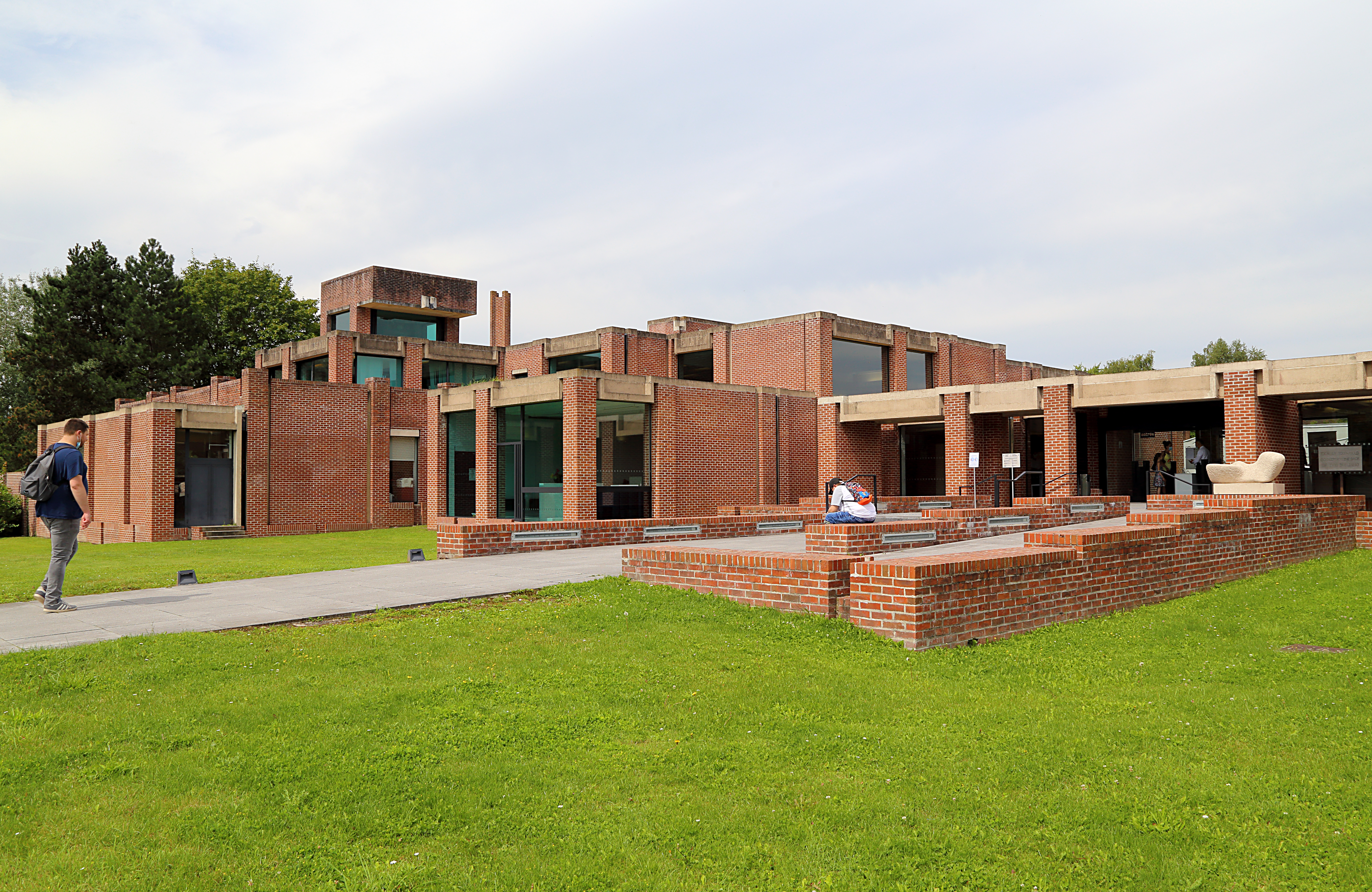
Lille Métropole Musée d'Art Moderne, d'Art contemporain et d'Art brut

- - Sans titre. Femme, papillon, cheval-oiseau, vers 1947, gouache sur papier, 65 × 98 cm, don de l'Aracine, inventaire 999.68.4
  - Sans titre. Femme en robe, vers 1947, gouache sur papier, 48 × 63 cm, don de l'Aracine, inventaire 999.68.2
  - Femme debout et femme couchée, vers 1947, gouache sur papier, 63 × 48 cm, don de l'Aracine, inventaire 999.68.3
  - Femme en robe orange et cheval bleu, vers 1947, gouache sur papier, 74,7 × 91,6 cm, don de l'Aracine, inventaire 999.68.1
  - Paysage aux oiseaux, 1964, gouache sur papier, 100 × 150 cm, dépôt du Centre national des arts plastiques en 2005, inventaire FNAC 28612
  - Paysages aux maisons et collines, 1966, gouache sur papier, 100 × 150 cm, dépôt du Centre national des arts plastiques en 2005, inventaire FNAC 29677
  - Oiseaux affrontés aux mandores, 1966, gouache sur papier, 100 × 150 cm, dépôt
  - Nature morte à l'étagère, 1866, gouache sur papier, 100 × 150 cm, dépôt
  - Les deux compotiers, 1966, gouache sur papier, 100,5 × 150,5 cm, dépôt
  - La pieuvre, 1975, gouache sur papier, 100 × 150 cm, dépôt
  - Le grand paon, 1976, gouache sur papier, 100 × 150 cm, dépôt

### Liban
- Beyrouth, Dalloul Art Foundation[43] :
  - Trois femmes et palmier, 1947, gouache sur papier, 71,5 × 90,5 cm
  - Femme en robe blanche, 1947, gouache sur papier, 89 × 74 cm
  - Sans titre, vers 1948, céramique peinte, 37 x 20 × 15 cm
  - Femme au vase fleuri bleu, 1986, gouache sur papier, 98 × 73 cm
  - Deux Femmes avec vase fond jaune, 1997, gouache sur papier, 98 × 147,5 cm

### Mali
- Bamako, Musée national du Mali

### Suisse
- Lausanne, Collection de l'art brut[44] :
  - Portrait rose, vers 1946, 20 × 24 cm
  - Portrait, vers 1946, 17,7 × 22 cm
  - Portrait, vers 1946, 21 × 20,5 cm
  - Portrait, vers 1946, 26 × 21 cm
  - Portrait, vers 1946, 27 × 21 cm
  - Portrait à l'oiseau, vers 1946, 54,5 × 44,5 cm
  - Danseuses, vers 1947, 48 × 52,5 cm
  - Femme en robe jaune, vers 1947, 63 × 48 cm
  - Femme avec paon, vers 1947, 90 × 65 cm
  - Paon vert, vers 1947, 74 × 90 cm
  - Deux femmes, 1948, 109 × 72 cm
  - Femme et paon, 1950, 91,5 × 101 cm
  - Femmes au paon, 1950, 107 × 75 cm
  - Girafe bleue, vers 1950, 91,5 × 97 cm

### Tunisie
- Tunis (et Genève), collection Kamel Lazaar Foundation
  - Femme et oiseau en cage, 1947, gouache sur papier, 92 × 71,5 cm
  - Deux femmes, 1947, gouache sur papier, 63 × 48 cm
  - Femme aux deux pots de fleurs, 1947, gouache sur papier, 92 × 73 cm
  - L'Âne bleu, vers 1950, gouache sur papier, 100 × 150 cm
  - Femme au jardin, 1968, gouache sur papier, 100 × 145 cm
  - Huppes, 1975, gouache sur papier, 100 × 150 cm
  - Sans titre, 1989, gouache sur papier, 100 × 100 cm
  - Sans titre, 1991, gouache sur papier, 100 × 75 cm

## Illustration
- Baya a illustré sa correspondance de nombreux dessins.
- Lina Lachgar (1934-2030), Un éventail de feuillages se déplie..., reproduit dans Jointure, no 32, hiver 1991-1992, Paris, 1991, p. 34-35.
- Leila Sebbar, Le jasmin, 5 illustrations de Baya 1992[45].

## Affiches
- Premier festival international des films de l'enfance et de la jeunesse, Alger, juin 1987.
- 8 mars journée de la femme, Alger, mars 1990.
- 6es journées nationales de médecine du travail, Alger, mars 1990.
- Festival national de la chanson Hawzi, Alger, mai 1996.

## Philatélie
En 1969 (Protection de la mère et de l'enfant), 1971 (35e anniversaire de l'UNICEF), 1989 (Journée internationale de l'enfance) et 2008 quatre timbres reproduisant trois gouaches puis un portrait de Baya ont été émis par les postes d'Algérie.

### Monographies
- Baya, textes d'André Breton, Assia Djebar et Mouny Berrah, Éditions Bouchêne, Alger, 1988.
- Baya, Femmes en leur jardin, Remerciements : préfaces de Jack Lang et Benoît Payan, texte de Nathalie Bondil et Nicolas Misery ; textes de Claude Lemand (« Chronologie de Baya »), Charles Estienne (« Sur Baya », 1947), Edmonde Charles-Roux (« Baya peintre enfant », 1948), Jean de Maisonseul (« Baya la magicienne », 1963 ; « Baya l'enchanteresse », 1982), Assia Djebar (« Baya, le regard fleur », 1985 ; « Le combat de Baya », 1990), Leïla Sebbar (« Le jasmin », 1992), Dalila Morsly (entretien avec Baya réalisé en 1993), Salwa Mikdadi (« Forces of Change, Artists of the Arab World », 1994), Anissa Bouayed (« Baya, vie et œuvre »), Images Plurielles, Marseille  (ISBN 978-2-919436-57-6)/éditions Barzakh, Alger, 2022  (ISBN 978-9931-04-098-9) [Cet ouvrage accompagne l'exposition présentée à l'Institut du monde arabe du 8 novembre 2022 au 26 mars 2023 puis au Centre de la Vieille Charité à Marseille du 11 mai au 24 septembre 2023][47].
- Alice Kaplan, Baya, libre en son jardin, Le Bruit du monde, 2024.
- Alice Yaeger Kaplan, Seeing Baya: Portrait of an Algerian Artist in Paris, University of Chicago Press, 2024. 176 pp.  (ISBN 978-0-226-83508-2)[48].

### Catalogues d'expositions personnelles
- Baya, Derrière le Miroir no 6, textes d'André Breton (« Baya »=, Émile Dermenghem (« Baya et l'Afrique »), Jean Peyrissac, poèmes de Jacques Kober et conte de Baya « Le grand Zoiseau », 6 lithographies en couleurs de Baya (2 en couvertures et 4 dans le texte), Maeght éditeur, Paris, novembre 1947[49].
- Baya, préface de Gaston Defferre, texte de Jean de Maisonseul (« Baya l'enchanteresse »[50], Musée Cantini, Marseille, 1982.
- Baya, textes d'André Breton, Frank Maubert et Jean Peyrissac, Maeght éditeur, Paris, 1998.
- Baya, textes de Lucette Albaret, Michel-Georges Bernard et François Pouillon (« Baya au pays du réel »), Cahiers de l'ADEIAO no 16, Paris, 2000, 44 pages.  (ISBN 2906267163).
- Baya, avant-propos de Michèle Moutashar, textes de Edmonde Charles-Roux (« Baya la douce »), Michel-Georges Bernard (« Baya, la fable du monde », Lucette Albaret (« Baya, Au-delà du mythe : la femme et l'artiste »), Musée Réattu, Arles, 2003, 83 pages.

### Catalogues d'expositions collectives
- Peintres algériens, préface non signée de Jean Sénac, salle Ibn Khaldoun, Fêtes du 1er novembre, Alger, 1963
- Peintres algériens, textes d'Edmond Michelet et Mourad Bourboune, Musée des arts décoratifs de Paris, Paris, 1964
- Algérie, Expressions multiples (Baya, M'hamed Issiakhem, Mohammed Khadda), avant-propos de Henri Marchal, préface de Kateb Yacine, textes de Jean Pélégri (« Baya, l'oiseau mauve »), Jean de Maisonseul, Benamar Mediene et Michel-Georges Bernard, Cahiers de l'ADEIAO no 5, Paris, 1987, 48 pages  (ISBN 290626704X).
- Signes et désert : Baya, Arezki Larbi, Ali Silem, Rachid Koraichi, Denis Martinez, Choukri Mesli, textes d'Ali Silem (sur Baya), Ali Elhadj-Tahar, Christiane Achour, Rachid Boudjedra, Malika Bouabdellah, Michel-Georges Bernard, Arezki Metref et Françoise Liassine, Bruxelles, Ipso, 1989.
- Contemporary Art from the Islamic World, Scorpion Cavendish Ltd, Londres, 1989 [texte de Benamar Mediene sur l'art en Algérie et sur les peintres Baya, Issiakhem, Khadda].
- Autres soleils et autres signes, Baya, Larbi, Martinez, Mesli, Silem, texte d'Ali Silem sur baya-+, Montpellier, Galerie du Domaine Départemental du Château d'Ô et Béziers, Hôtel du Département, O.D.A.C Conseil Général de l'Hérault, 1990.
- Trois femmes peintres, Baya, Chaïbia, Fahrelnissa (Assia Djebar, « Le combat de Baya »[51]), Institut du monde arabe, Paris, 1992.
- Les effets du voyage, 25 artistes algériens, (textes de Fatma Zohra Zamoum, Ramon Tio Bellido, Michel-Georges Bernard et Malika Dorbani Bouabdellah), Palais des Congrès et de la Culture, Le Mans, décembre 1995  (ISBN 2950969801).
- Peintres du Signe - Mesli, Martinez, Baya, Khadda, Rachid Koraïchi, Samta Ben Yahia, Silem, Sergoua, Mohand, Yahiaoui, Tibouchi, textes de Pierre Gaudibert, Nourredine Saadi, Michel-Georges Bernard et Nicole de Pontcharra, Fête de l’Humanité, La Courneuve, septembre 1998 (exposition itinérante).

### Dossier
- Baya parmi nous, entretien avec Baya par Dalila Morsly [1994, date de sa première publication dans le catalogue d'une exposition itinérante dans les centres culturels français au Maroc])[52], textes d'André Breton, Émile Dermenghem, Jean de Maisonseul, Ali Silem, Hassen Bouabdellah, Jean Pélégri, Djilali Kadid, biographie de Lucette Albaret, dans Algérie Littérature/Action no 15-16, Marsa éditions, Paris, 1997, p. 179-218.

### Quelques articles
- Edmonde Charles-Roux, Baya peintre enfant (article non signé), Vogue, février 1948, p. 88[53].
- Jean de Maisonseul, Baya la magicienne, dans Révolution africaine, no 1, Alger, 2 février 1963, p. 20-21[54].
- Henri Kréa, Baya ou l'Algérie heureuse, dans France Observateur, Paris, 23 mars 1966, p. 40.
- Moulay B., Baya à Paris, entretien avec Baya, dans Actualité de l'émigration no 10, Paris, 12 décembre 1984, p. 14-15.
- Assia Djebar, Baya, le regard fleur, dans Le Nouvel Observateur, Paris, 25 janvier 1985, p. 90-91[55].
- K. Smati, entretien avec Baya, dans Horizons 2000, 29 avril 1986.
- Tahar Djaout, Baya, Schéhérazade aux oiseaux, dans Algérie-Actualité no 1146, Alger, 1er-7 octobre 1987[56].
- Baya Mahieddine (Fatma Haddad) : biographie de l’artiste peintre, dans medias-dz.

### Ouvrages généraux
- Jean de Maisonseul, Baya, dans Adam Biro et René Passeron, Dictionnaire général du surréalisme et de ses environs, Presses universitaires de France, Paris, 1982, p. 49.
- Dalila Mahhamed-Orfali, Chefs-d'œuvre du Musée national des beaux-arts d'Alger, Alger, 1999 (reproduction : Femme au palmier, 1946 no 63.
- Jean Sénac, Visages d'Algérie, Regards sur l'art, Paris, Paris-Méditerranée / Alger, EDIF 2000, 2000 (p. 106-109; reproductions, p. 94-96)  (ISBN 284272156X).
- Marion Vidal-Bué, L'Algérie des peintres : 1830-1960, Paris Alger, Paris-Méditerranée EDIF 2000, 2002, 317 p. (ISBN 2-84272-143-8) (reproductions : Deux femmes et enfant, 1947, p. 48; Grand vase aux poissons, 1967, p. 52)
- Tahar Djaout, Une mémoire mise en signes, Écrits sur l'art, textes réunis par Michel-Georges Bernard, préface de Hamid Nacer-Khodja, El Kalima Éditions, Alger, 2013.

## Filmographie
- Hassen Bouabdellaj, Baya. L'Île aux Zoiseaux, 1989.